# Borowikowo (obwód wołogodzki)
Borowikowo (ros. Боровиково) – wieś w Rosji, w rejonie charowskim obwodu wołogodzkiego. W 2010 r. liczyła 7 mieszkańców.